# Agdam (raion)
Aghdam (en azéri : Ağdam rayonu) est un raïon d'Azerbaïdjan, dont le chef-lieu officiel est la ville du même nom. Il fait partie de la région économique du Karabagh.

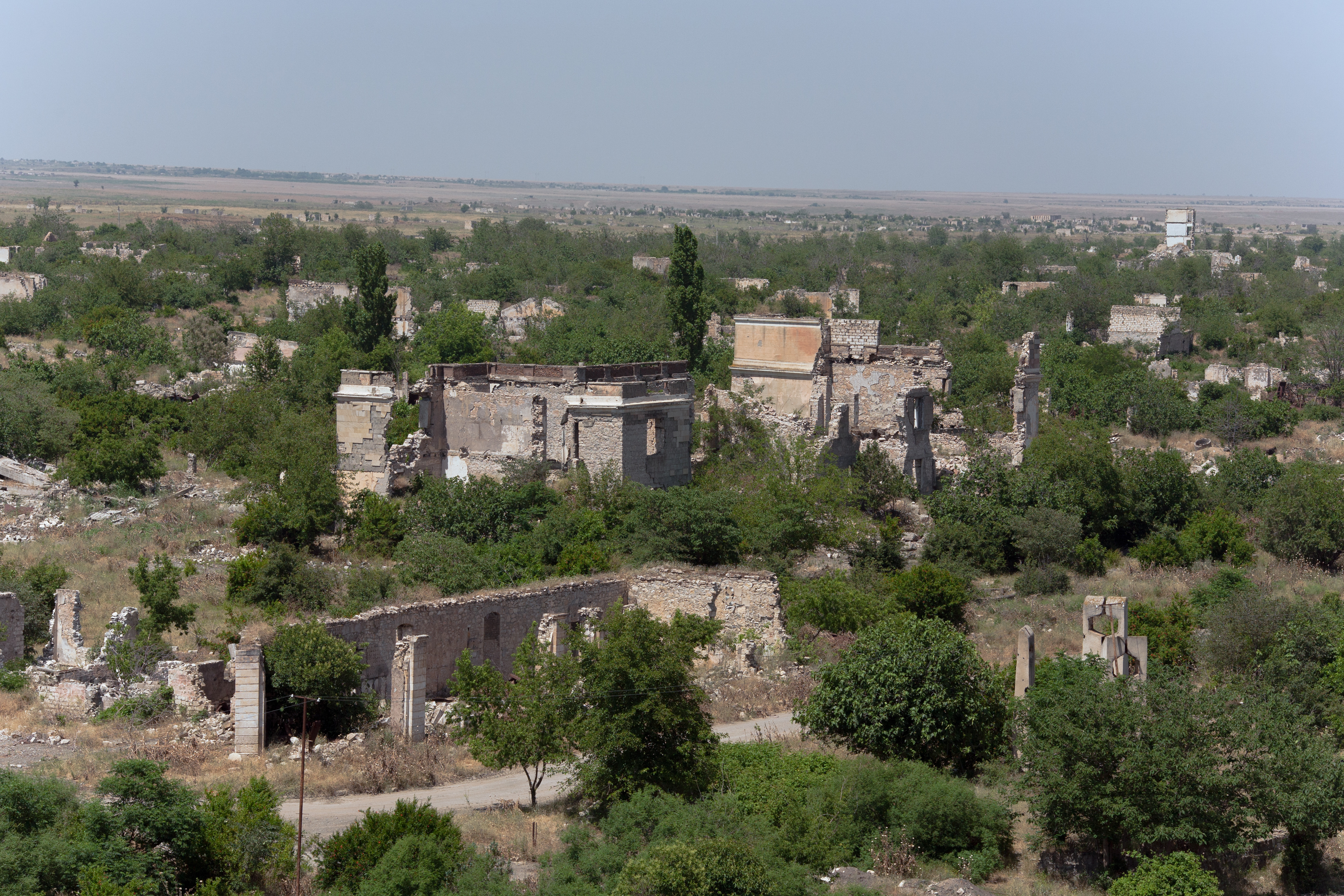
Ruines d'Agdam en 2010

## Géographie
Le raion s'étend sur 1 150 km2 dans le Bas-Karabagh, au sud-ouest de l'Azerbaïdjan.

## Histoire
Lors de la première guerre du Haut-Karabagh, la plus grande partie du raion d'Agdam, dont la ville homonyme, est occupée à partir de 1993 par les forces de la république autoproclamée du Haut-Karabagh qui la rattache à ses provinces d'Askeran et de Martakert. La partie orientale demeure sous contrôle de l'Azerbaïdjan. L'ONU continue de reconnaître cette région comme faisant partie du territoire de l'Azerbaïdjan conformément à la résolution 853 du Conseil de sécurité du 29 juillet 1993, demandant un retrait complet de la zone par les Arméniens.
À l'issue de la deuxième guerre du Haut-Karabakh, un accord de cessez-le-feu est conclu entre l'Arménie, l'Azerbaïdjan et la Russie. Il entre en vigueur le 10 novembre 2020 et prévoit notamment que la région occupée d'Agdam doit être restituée à l'Azerbaïdjan. Le 20 novembre, les troupes azerbaïdjanaises reprennent le contrôle de l'ensemble du raion.

## Démographie
Selon les recensements soviétiques, la population s'élevait à 108 554 habitants dont 99 % d'Azéris en 1979 et à 131 293 habitants en 1989.
Selon les recensements azerbaïdjanais, la population était estimée à 89 214 habitants en 1999 et à 175 400 habitants en 2009.
Nombre d'habitants du district : 205 791 (au 1er janvier 2022)
Dont :
• Population urbaine : 46 459 habitants
• Population rurale : 159 332 habitants 

## Culture et patrimoine
La région abrite des monuments historiques notamment religieux comme les mosquées d'Agdam et de Giyasly qui ont beaucoup souffert de la guerre, ainsi que le site archéologique de Tigranakert.